# بروس ماكلولين
بروس ماكلولين هو سياسي كندي، ولد في 15 نوفمبر 1946 في إدمونتون في كندا.